# Кульсары (газонефтяное месторождение)

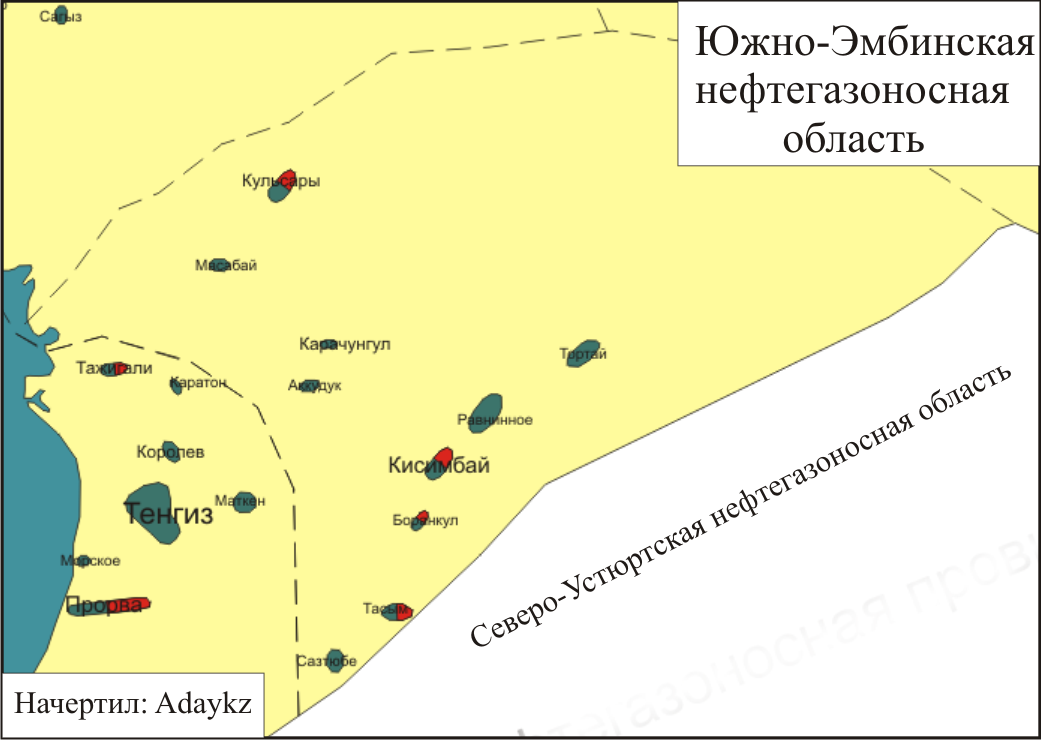
Месторождение Кульсары на карте Южно-Эмбинской нефтегазоносной области

Кульсары́ (каз. Құлсары) — газонефтяное месторождение расположено в Атырауской области Казахстана, в 160 км к юго-востоку от г. Атырау. Относится к Урало-Эмбинскому нефтеносному бассейну. На 1974-й год на месторождение приходилось 40 % от объёма добычи нефти в бассейне. Открыто в 1949 году. Месторождение тектонически расположено на солянокупольной структуре, разделённой на два крыла западную и восточную, которые в свою очередь подразделяются на поля и блоки. В месторождении насчитывается 21 нефтеносных горизонт. Продуктивными являются горизонты XIV, XV и XVI пермо-триасового возраста. Нефть этих горизонтов лёгкая, обладает низкой вязкостью и содержит мало серы. Относится к Южно-Эмбинской нефтегазоносной области.
Оператором месторождения стала казахская нефтяная компания Разведка Добыча «КазМунайГаз».